# Hubert Vos
Hubert Vos, né le 15 février 1855 à Maastricht, aux Pays-Bas, et mort le 8 janvier 1935 à New York,, aux États-Unis, était un peintre et photographe néerlandais.

## Biographie
Il étudia à l'Académie royale des beaux-arts de Bruxelles et avec Fernand Cormon (1845-1924) à Paris.
Dans les années 1860, séjour à Pont-Aven.
Il exposa de nombreuses fois à Paris, Amsterdam, Bruxelles, Dresde et Munich. De 1885 à 1892, il travailla en Angleterre, où il exposa à la Royal Academy entre 1888 et 1891. Il fut un membre de la Royal Society of British Artists.
Sa seconde femme fut Eleanor Kaikilani Coney, de descendance hawaïenne, chinoise et américaine. En 1898, il visita Hawaï, où il peint la population locale. La même année, il voyagea en Corée, où il compléta au moins trois peintures en duplicata. Dans chaque cas, il laissa une copie en Corée et garda une autre. Ces trois peintures sont : un portrait à l'échelle de l'empereur Kojong, un portrait de Min Sangho (민상호, 1870-1933) et un paysage de Séoul. Les copies restées en Corée sont conservées au palais Deoksugung jusqu'à ce qu'elles, à l’exception du paysage de Séoul, furent détruites par un incendie en 1904.
Toujours en 1898, il peint le diplomate et politicien chinois Li Hongzhang, qui s'était rendu célèbre en France, par sa venue en mission diplomatique en 1896, dont on avait parlé dans tous les journaux et qui fonda quelques années plus tard, l'armée de Beiyang.
En 1905, lors de son second et dernier voyage autour du monde, Vos devint le second peintre occidental à peindre le portrait de l'impératrice de Chine Cixi (1835-1908).
En plus des portraits et paysages, Vos est également connu pour ses scènes d'intérieur et ses natures mortes de porcelaine chinoise. Les dons de l'impératrice Cixi sont les objets favoris de ses natures mortes. Il meurt à New York en 1935.
Le musée du Louvre, à Paris, France, le musée des Bons-Enfants (Maastricht, Pays-Bas), le musée d'histoire de Chicago (Chicago History Museum), le Fogg Art Museum (université Harvard), le Honolulu Museum of Art, le palais du Luxembourg (Paris), le Metropolitan Museum of Art et le Smithsonian American Art Museum sont parmi les collections publiques conservant les travaux de Hubert Vos,.

## Galerie

### Portraits

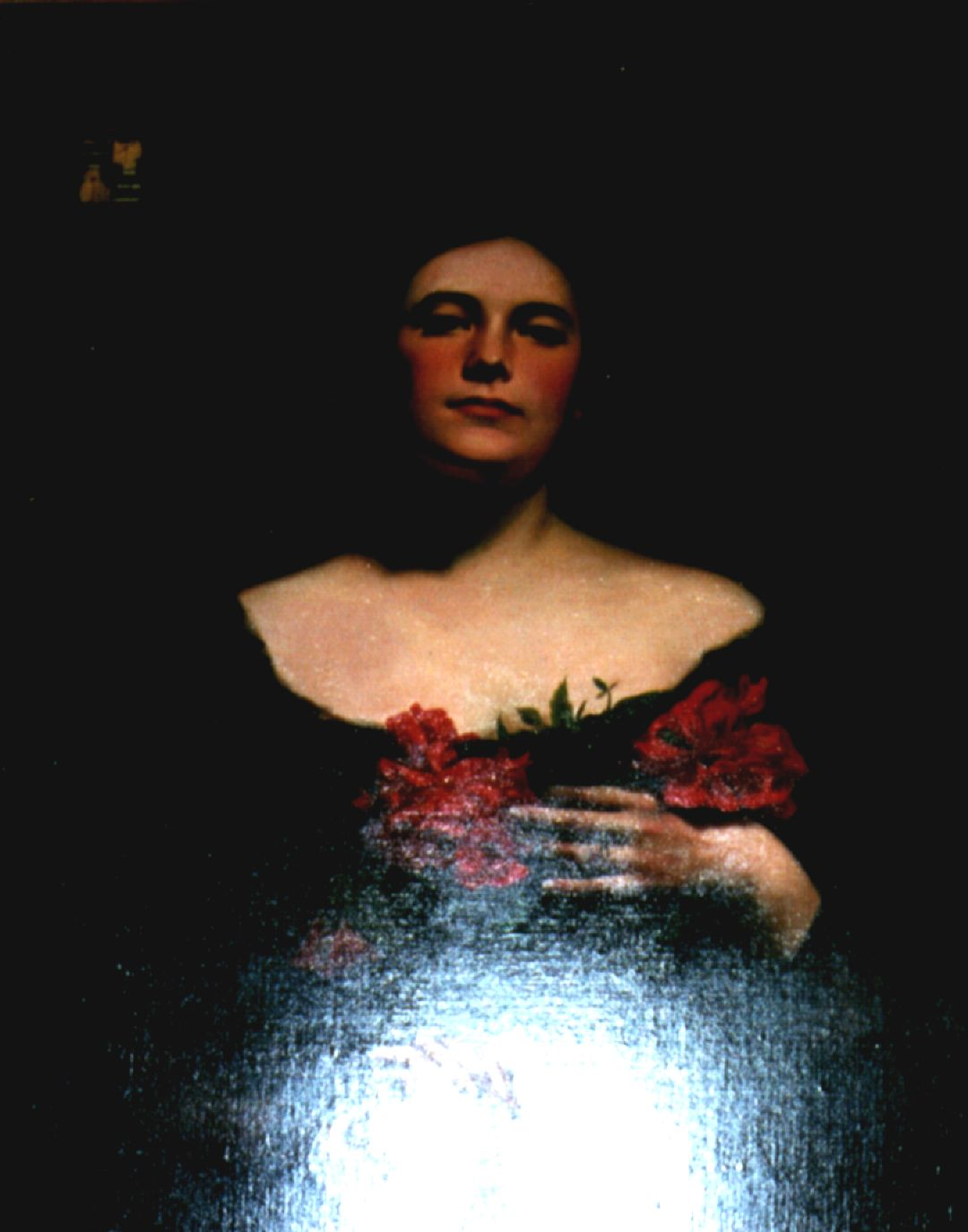
Portrait de sa femme
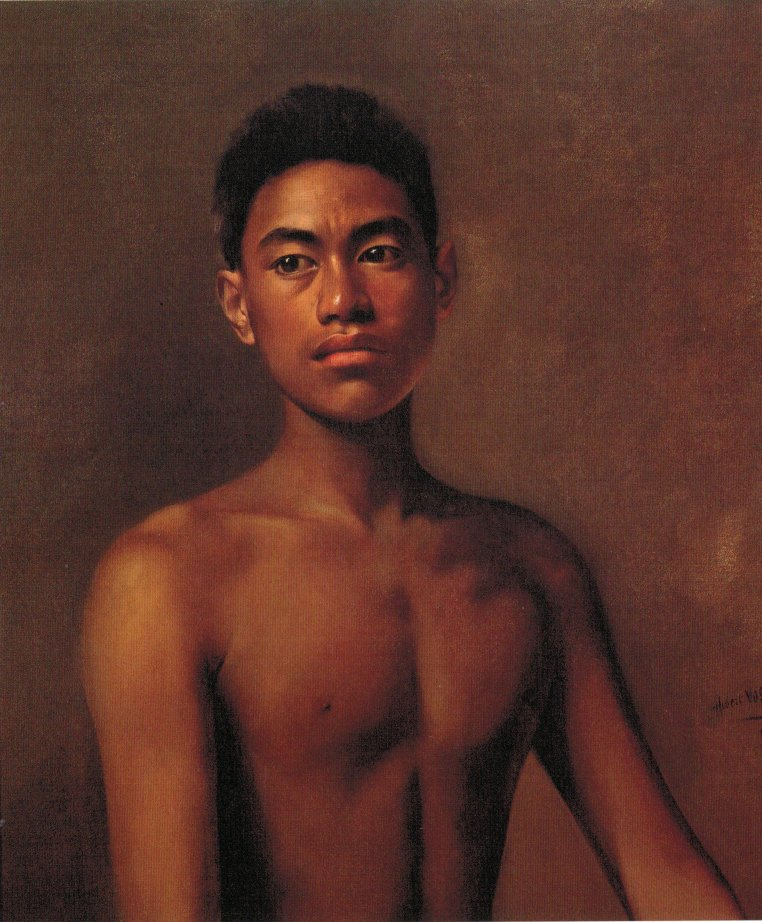
Pêcheur hawaïen, 1898.
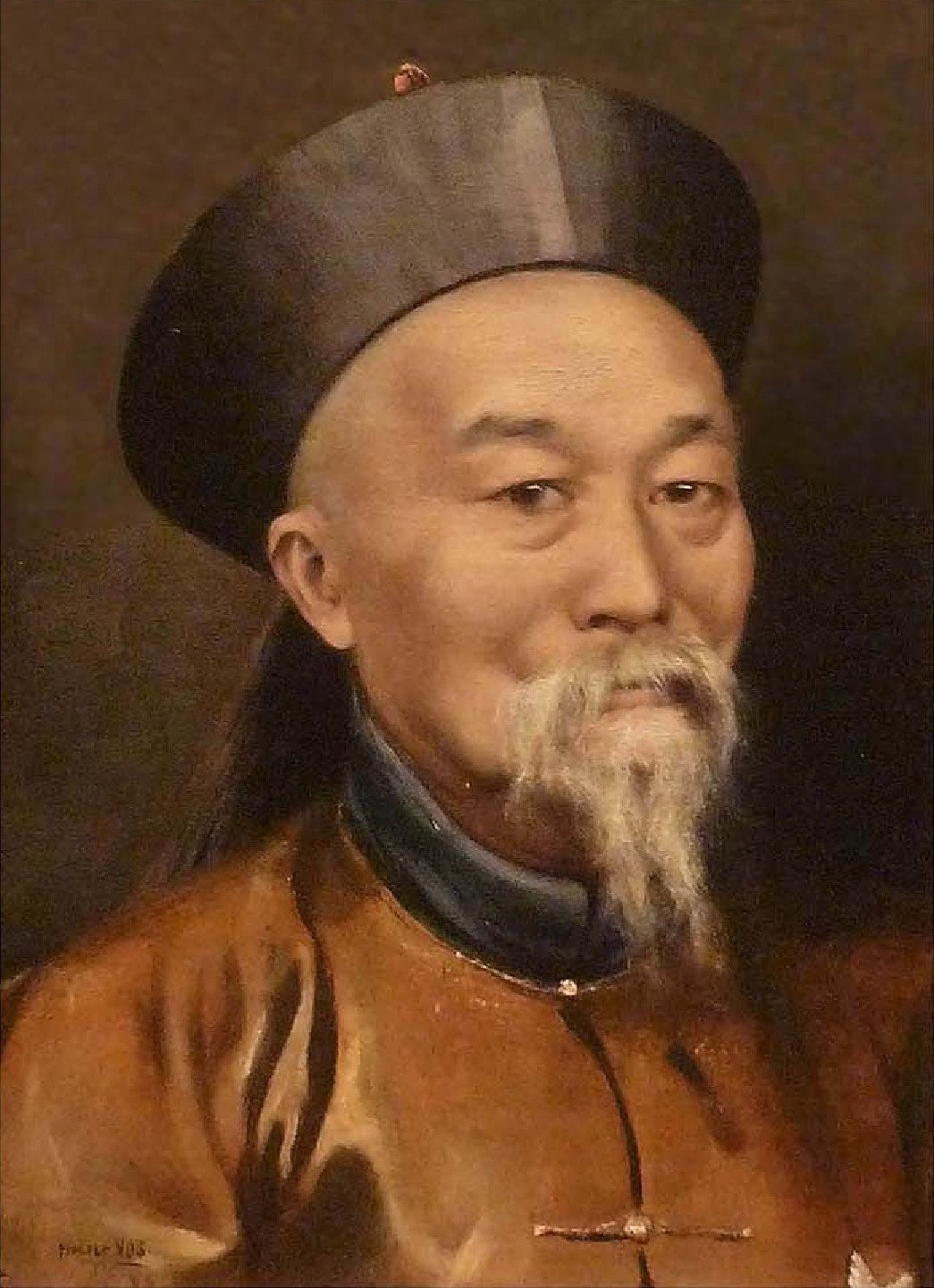
Li Hongzhang, 1898
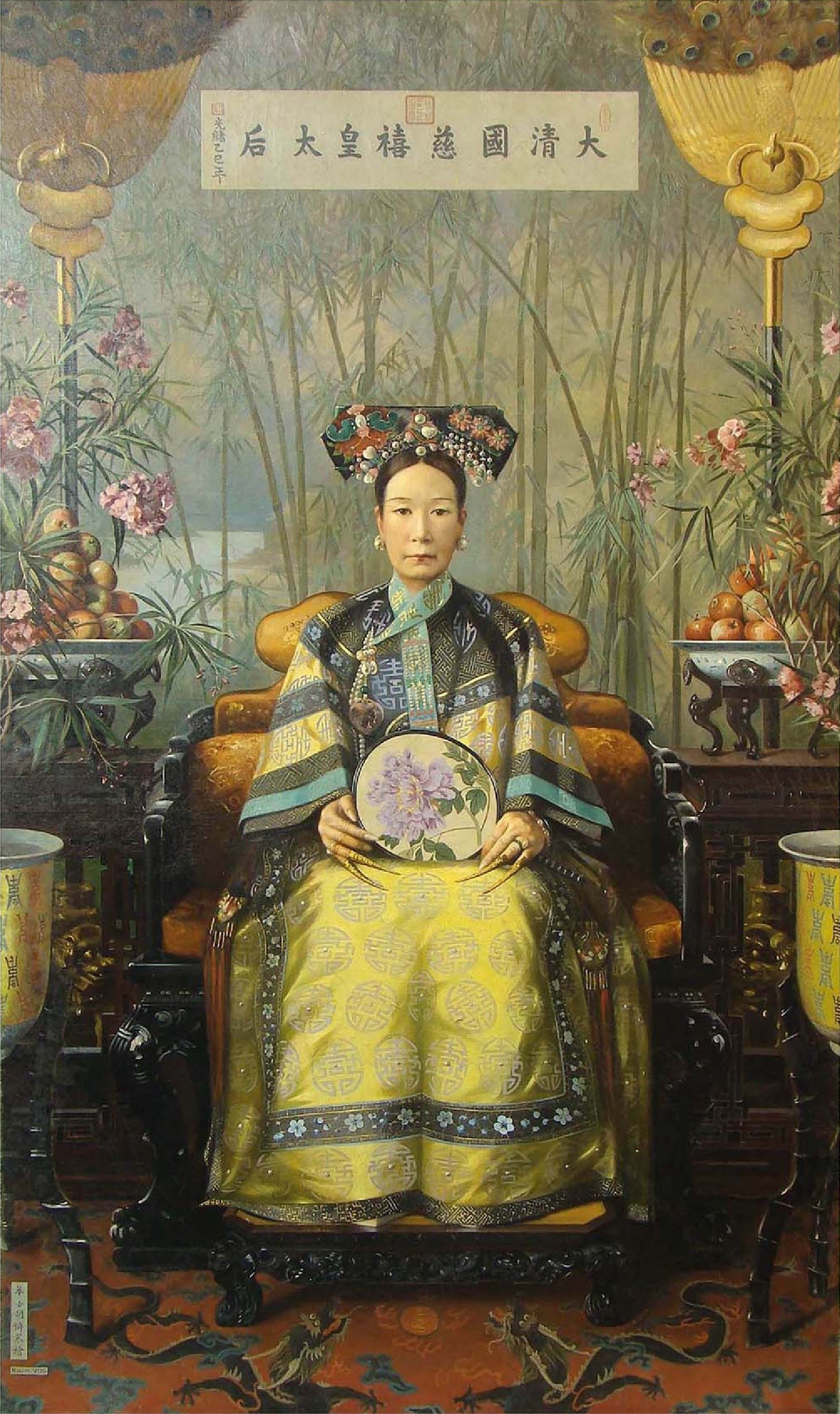
l'Impératrice Cixi, 1906
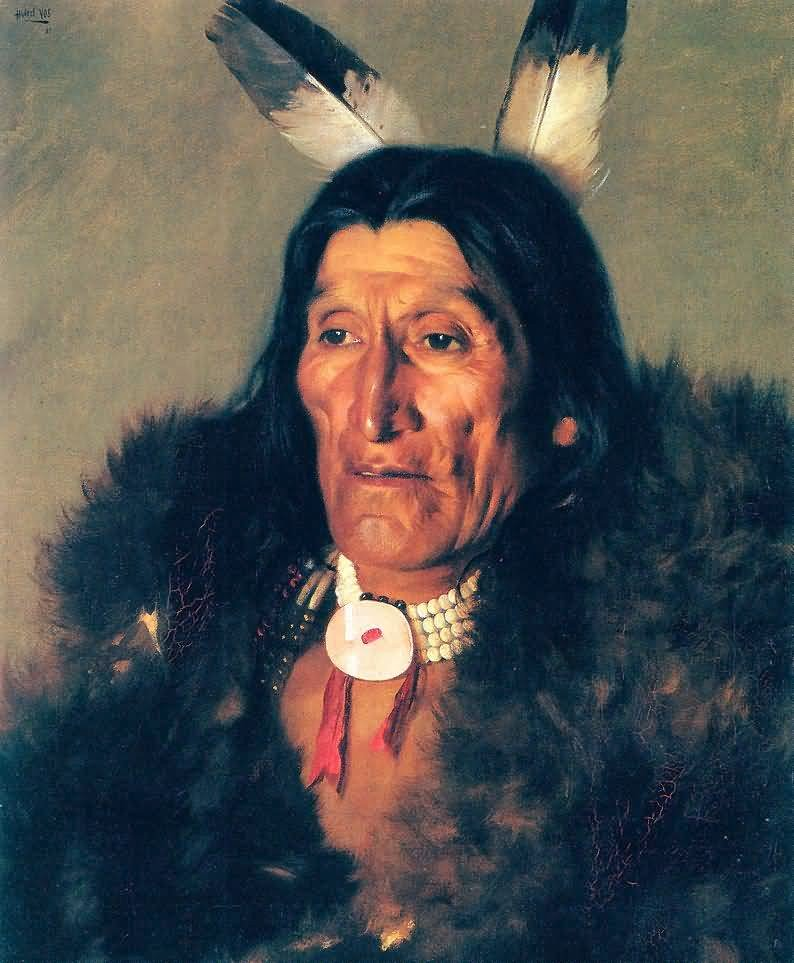
Chef sioux en robe de buffle, avant 1933

### Natures mortes

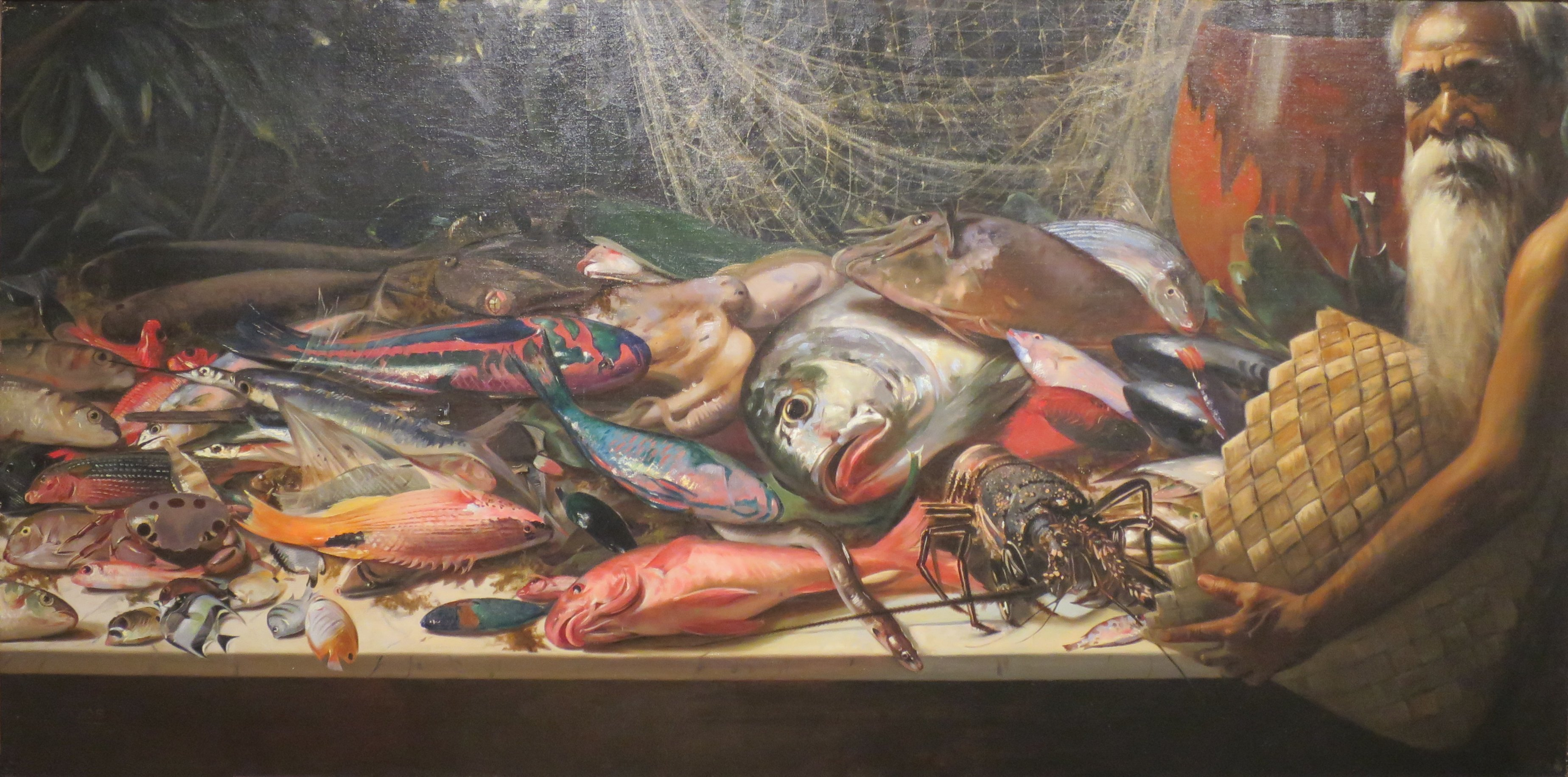
Étude de poissons, 1898
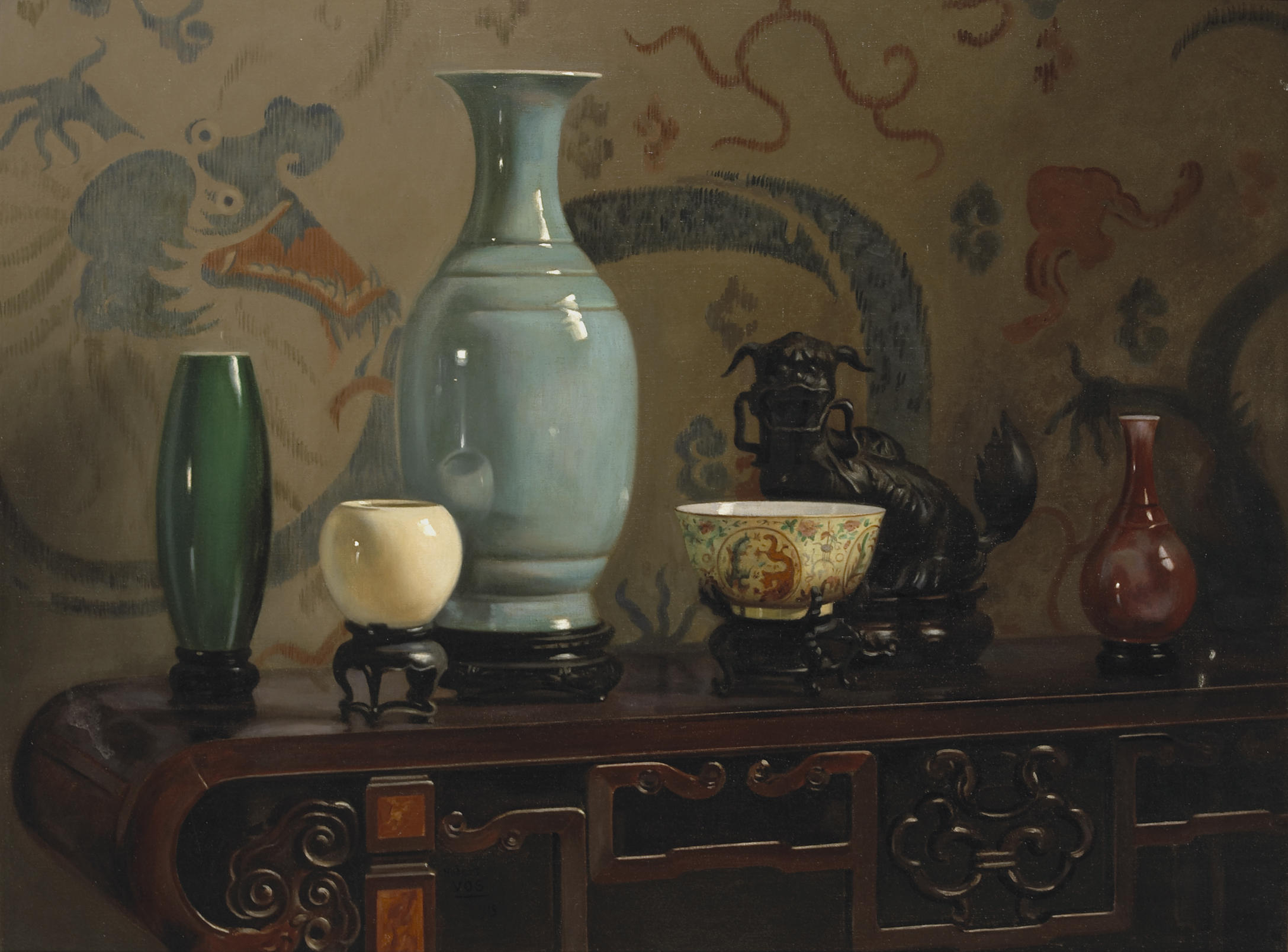
Nature morte asiatique avec vase bleu, 1915
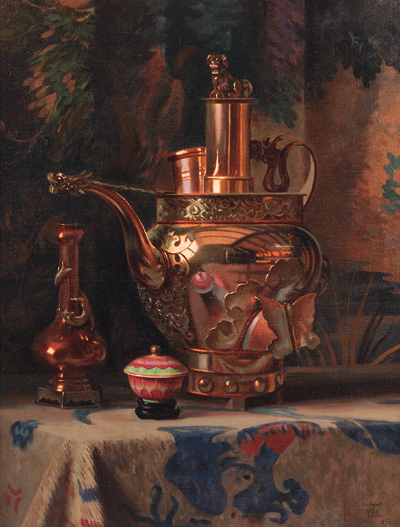
Nature morte avec une bouilloire chinois en cuivre, 1919
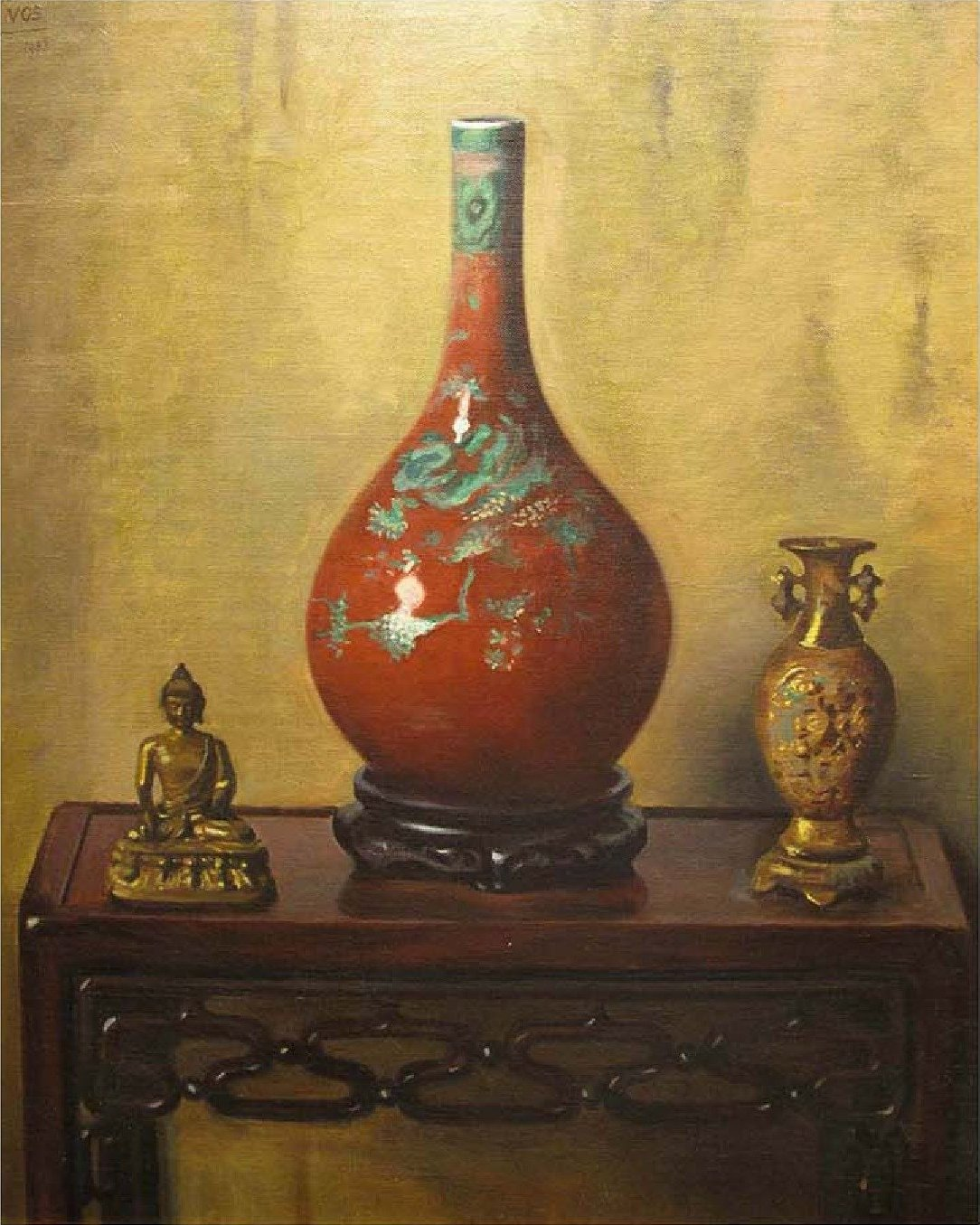
Vase chinois rouge, 1933
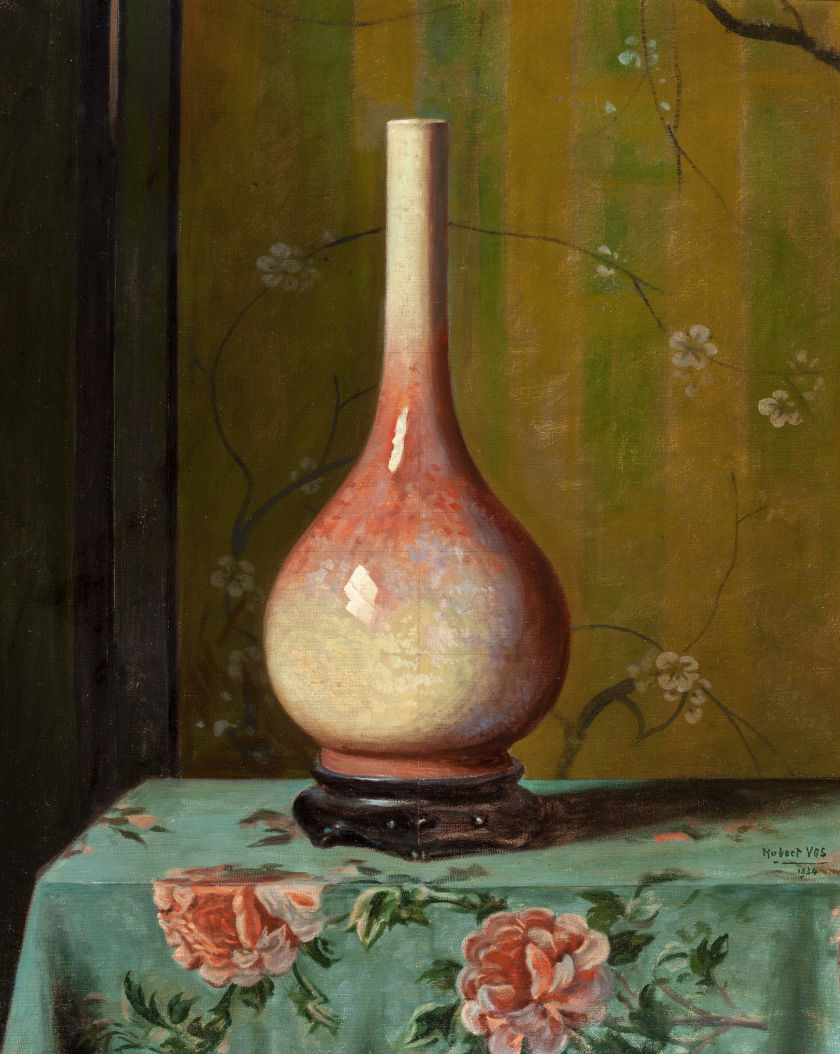
Vase rose et vert, 1934

### Paysages et intérieurs

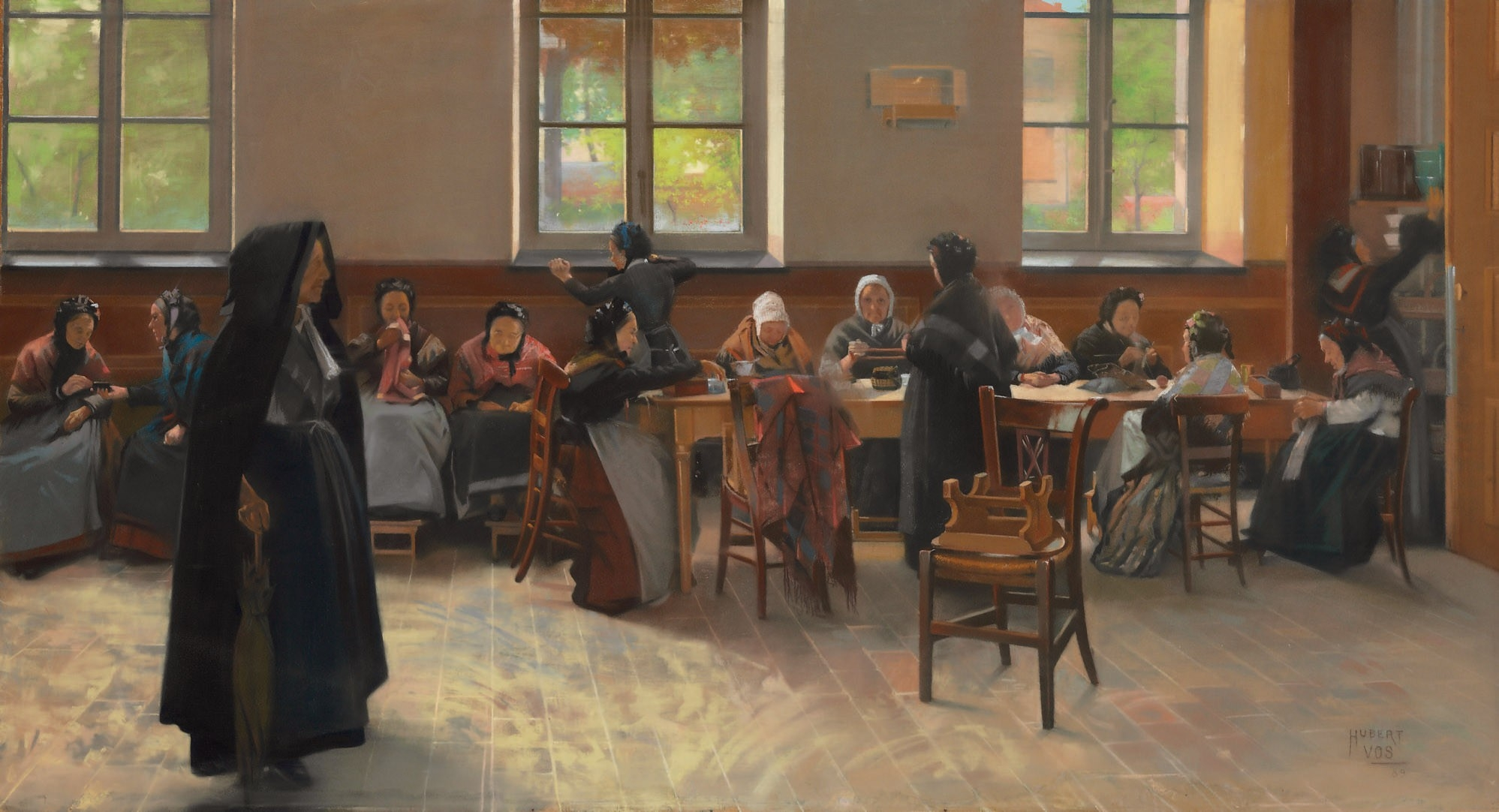
La Salle de tricot, 1889
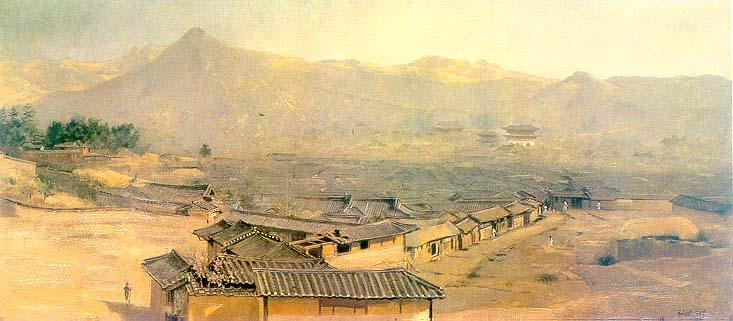
Scène de Séoul, 1898